# Средња техничка ПТТ школа Београд
Средња техничка ПТТ школа једна је од средњих школа у Београду. Основана је 1961. године.

## Опште карактеристике
Настава се одвија у две школске зграде, за III и IV разред у згради у улици Здравка Челара 16, односно за I и II разред у згради на Карабурми у Сврљишкој улици 1. у општини Палилула. У школи је могуће образовати се на пољима саобраћаја и електротехнике, односно на смеровима техничар телекомуникационих технологија, администратор рачунарских мрежа, електротехничар рачунара, техничар поштанског саобраћаја и телекомуникационих услуга и смеру монтер телекомуникационих мрежа.
Школа постоји од 1961. године, када је одлуком Управног одбора заједнице ПТТ предузећа основан Школски ПТТ центар у чијем саставу се налазила и Средња ПТТ школа, до 16. јануара 2003. године, када је школа одлуком Владе Републике Србије издвојена као самостална образовна установа. Прва генерација ученика уписала је школу 1961/1962. године.

## Галерија
- Средња техничка ПТТ школа
- Улаз у Средњу техничку ПТТ школу
- Биста у дворишту школе
- Биста у дворишту школе
- Дом ученика при Средњој техничкој ПТТ школи
- Двориште школе
- Улаз у двориште школе